# Hiereia

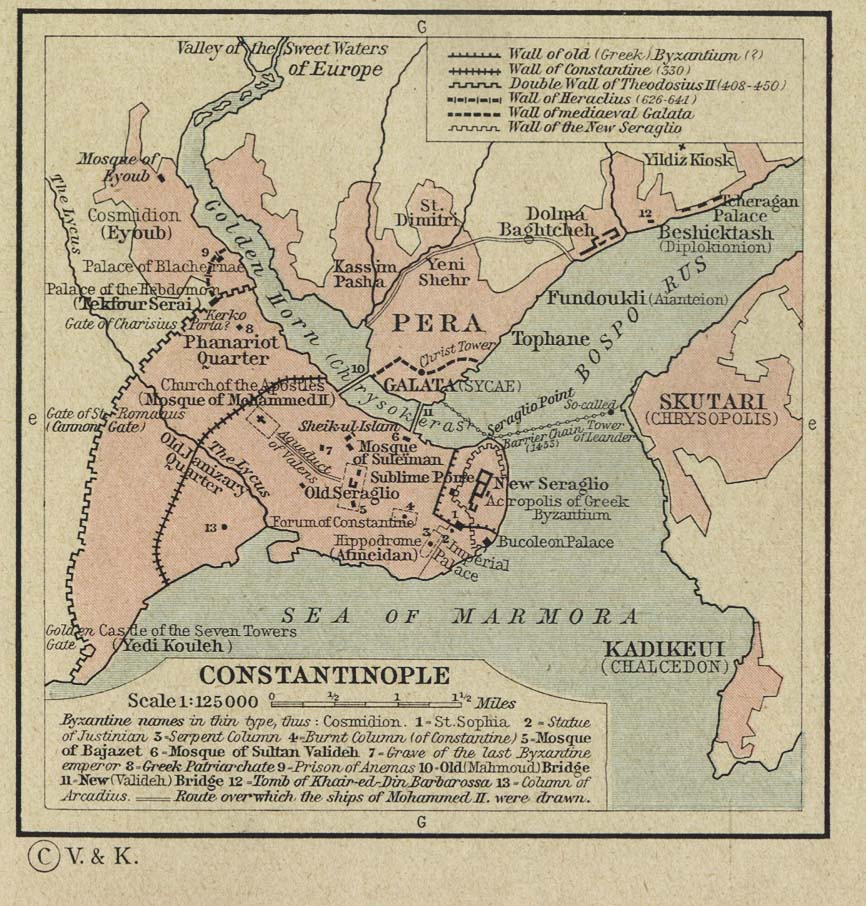
Istanbul vor etwa 550 Jahren

Hiereia (griechisch Ίερεία; heute Kadıköy, Istanbuler Stadtteil) war ein Vorort von Konstantinopel auf der asiatischen Seite des Bosporus. Die Stadt lag östlich von Chalcedon auf einer kleinen Halbinsel an der Küste des Marmarameers. Kaiser Justinian I. erbaute hier einen Palast mit Hafen sowie eine der Hl. Maria gewidmete Kirche. Auch Kaiser Herakleios residierte in Hiereia, ebenso wie Basileios I., der eine Kapelle für den Propheten Elija errichten ließ. Durch den Status als kaiserliche Sommerresidenz war Hiereia oft Ort von Triumphzügen nach erfolgreichen Kriegen im Osten.
Kaiser Konstantin V. berief 754 ein Konzil nach Hiereia, das die Anbetung von Ikonen verurteilte (siehe Byzantinischer Bilderstreit) und den Kirchenvater Johannes von Damaskus († 749) postum zum Ketzer erklärte. Auf dem Zweiten Konzil von Nicäa wurde es für ungültig erklärt.
Koordinaten: 40° 58′ N, 29° 3′ O